# Asa Briggs
Asa Briggs (Keighley, 7 maggio 1921 – Lewes, 15 marzo 2016) è stato uno storico britannico. Considerato uno principali specialisti dell'epoca vittoriana e il più importante storico della radiodiffusione nel Regno Unito, Briggs ottenne un vasto riconoscimento internazionale durante la sua lunga e prolifica carriera per aver esaminato vari aspetti della storia britannica moderna. Fu nominato pari a vita nel 1976.

## Gioventù
Asa Briggs nacque a Keighley, nel West Riding of Yorkshire, nel 1921 da William Briggs, un ingegnere, e sua moglie Jane. Studiò presso la Keighley Boys' Grammar School e poi presso il Sidney Sussex College di Cambridge, conseguendo un Bachelor of Arts  in economia nel 1941 e una laurea in economia presso la Università di Londra, sempre nel 1941.

## Servizio militare
Dal 1942 al 1945, durante la Seconda Guerra Mondiale, Briggs prestò servizio nel Corpo dei Servizi Segreti e lavorò presso Bletchley Park, centro britannico di decifrazione dei codici in tempo di guerra.  Era un membro dell'unità Hut 6, la sezione incaricata di decifrare i messaggi della macchina enigma utilizzata dall'esercito tedesco e dalla Luftwaffe. Briggs giunse a ricoprire questo incarico perché al college era solito giocare a scacchi con il matematico di Cambridge Howard Smith (destinato a diventare diventare il Direttore generale dell'MI5 nel 1979) e Smith lo aveva segnalato a Gordon Welchman. capo della sezione Hut 6.

## Carriera accademica
Dopo la guerra, fu eletto fellow del Worcester College di Oxford (1945-1955), e successivamente fu nominato professore straordinario in Storia sociale ed economica (1950–55). Da giovane, Briggs corresse per conto di Winston Churchill le bozze del libro A History of the English-Speaking Peoples. In seguito ricoprì l'incarico di Faculty Fellow del Nuffield College di Oxford (1953–55) e fu membro dell'Institute for Advanced Study, dell'Università di Princeton negli Stati Uniti (1953–54).
Dal 1955 al 1961 fu professore di Storia moderna all'Università di Leeds e tra il 1961 e il 1976 fu professore di storia all'Università del Sussex, mentre prestava servizio anche come Preside della Scuola di Studi Sociali (1961-1965), Pro Vice-Cancelliere (1961-1967) e Vice-Cancelliere (1967-1976). Il 4 giugno 2008 le aule A1 e A2 della facoltà di Arti dell'Università del Sussex, progettate da Basil Spence, sono state ribattezzate in suo onore.
Nel 1976 tornò ad Oxford per diventare rettore del Worcester College, ritirandosi dall'incarico nel 1991.
Ricoprì l'incarico di Cancelliere della Open University (1978-1994) e nel maggio 1979 venne insignito della laurea honoris causa come Dottore dell'Università. Fu Honorary Fellow del Sidney Sussex College di Cambridge dal 1968, del Worcester College di Oxford dal 1969 e St Catharine's College di Cambridge dal 1977. Fu visiting professor al Gannett Center for Media Studies alla Columbia University alla fine degli anni '80 e di nuovo al Freedom Forum Media Studies Center della Columbia nel 1995-1996. Venne nominato pari a vita come  Baron Briggs di Lewes nella contea dell'East Sussex il 19 luglio 1976.
Tra il 1961 e il 1995, Briggs scrisse un testo in cinque volumi sulla storia delle trasmissioni nel Regno Unito dal 1922 al 1974 - essenzialmente una storia della BBC, che ha commissionato il lavoro. In altri lavori Briggs trattò diverse tematiche occupandosi del periodo che Karl Marx trascorse a Londra, come pure di storia aziendale, in particolare dei magazzini Marks and Spencer.  Nel 1987, Lord Briggs venne invitato a essere presidente della Brontë Society, una società letteraria fondata nel 1893 a Haworth, vicino a Keighley nello Yorkshire. Presiedette alle celebrazioni del centenario della Società nel 1993 continuando nel ruolo di Presidente fino a quando non si ritirò dalla carica nel 1996.  Fu anche presidente della William Morris Society dal 1978 al 1991 e presidente della Victorian Society dal 1986 fino alla sua morte.
Morì nella casa di Lewes all'età di 94 anni il 15 marzo 2016.

## Vita privata
Sposò Susan Anne Banwell di Keevil nel Wiltshire nel 1955 e con essa ebbe due figli e due figlie.

## Opere
- History of Birmingham, Volume II: Borough and City 1865-1938, 1952.
- The History of Broadcasting in the United Kingdom, 5 volumi, Oxford University Press
  - The Birth of Broadcasting, 1961
  - The Golden Age of Wireless. 1927–1939, 1965
  - The War of Words. 1939–1945, 1970
  - Sound and Vision. 1945–1955, 1979
  - Competition. 1955–1974, 1995
- L'Inghilterra vittoriana. I personaggi e le città, traduzione di Pina Sergi, Biblioteca di Storia n.78, Roma, Editori Riuniti, 1978. [il volume raccoglie Victorian People e Victorian Cities]
- Personaggi vittoriani (Victorian People: Reassessments of People, Institutions, Ideas and Events, 1851-1867, 1954), traduzione di Pina Sergi, Collana Gli studi. Storia, Roma, Editori Riuniti, 1992, ISBN 978-88-359-3517-9. - ristampato in A Victorian Trilogy, Folio Society, 1996.
- L'Età del progresso. L'Inghilterra fra il 1783 e il 1867 (The Age of Improvement, 1783–1867, 1959), traduzione di D. Panzieri, Bologna, Il Mulino, 1987. - della serie "A History of England"; ristampato come England in the Age of Improvement 1783-1867, Folio Society, 1999.
- Città vittoriane (Victorian Cities, 1963), traduzione di Pina Sergi, Collana Gli studi, Roma, Editori Riuniti, 1990, ISBN 978-88-359-3366-3. - ristampato in A Victorian Trilogy, Folio Society, 1996.
- Marx in London: An Illustrated Guide, BBC Books, 1982; ristampato con John Callow, Lawrence & Wishart, 2007.
- Storia sociale dell'Inghilterra. Dalla Preistoria ai giorni nostri (A Social History of England, 1983), traduzione di Simonetta Polenghi, Collana Oscar Storia n.53, Milano, Mondadori, 1993, ISBN 978-88-043-6822-9. - nuova ed. aggiornata, Weidenfeld, 1994.
- Toynbee Hall: The First Hundred Years, Routledge, 1984, ISBN 0-7102-0283-0.
- Marks & Spencer 1884–1984: A Centenary History, Octopus Books, 1984.
- The Franchise Affair: Creating Fortunes and Failures in Independent Television, con Joanna Spicer, Century, 1986.[10]
- Victorian Things, Batsford, 1988; ristampato in A Victorian Trilogy, Folio Society, 1996.
- A Victorian Portrait: Victorian Life and Values As Seen Through the Work of Studio Photographers, con Archie Miles, Cassell, 1989.
- The Channel Islands: Occupation and Liberation 1940–1945, Batsford Books/Imperial War Museum, London, 1995, ISBN 0-7134-7822-5.
- Fins de Siècle: How Centuries End, 1400–2000, con Daniel Snowman, Yale University Press, 1996, ISBN 978-0-30006-687-6.
- A. Briggs-Peter Burke, Storia sociale dei media. Da Gutenberg a Internet (A Social History of the Media: From Gutenberg to the Internet, 2002), traduzione di E. J. Mannucci e Domenico Giusti, a cura di S. Splendore, Collezione Le vie della civiltà, Bologna, Il Mulino, 2010, ISBN 978-88-151-3890-3. - quarta ed. riveduta, 2020.
- Secret Days: Codebreaking in Bletchley Park: A Memoir of Hut Six and the Enigma Machine, Frontline Books, 2011, ISBN 978-1-84832-615-6.
- Special Relationships: People and Places, Frontline, 2012.
- Loose Ends and Extras, 2014.
- The Complete Poems of Asa Briggs. Far Beyond The Pennine Way, EER, Brighton, 2016.